# Oranjekwartier
Oranjekwartier is een buurt van IJsselstein, in de Nederlandse provincie Utrecht. De wijk heeft 840 inwoners (2023).. 
De buurt grenst met de klok mee aan de buurten IJsselveld-West, IJsselveld-Oost, Europakwartier en IJsseloevers. De meeste straten in de buurt zijn vernoemd naar leden van het Koninklijk huis. Zo ook de in het noorden van de buurt voerende Randdijk die hernoemd is in de Willem-Alexanderdijk.

## Geschiedenis
De eerste bebouwing in de buurt dateert van 1910 toen langs de ‘Poortdijk’ een arbeiderswijkje gebouwd werd, het Imminkplein.  Alle woningen van dit wijkje zijn tegenwoordig gemeentelijk monument. 
In de tweede helft van de jaren 60 van de 20e eeuw is de rest van het gebied bebouwd, voornamelijk met grondgebonden woningen. Alleen aan de randen van de buurt zijn toen enkele appartementenflats gebouwd. 

## Openbaar Vervoer
Aan de noordkant van de buurt ligt het tracé van de Utrechtse Sneltram. Nabij de Poortdijk bevindt zich de halte Hooghe Waerd.
Stad: IJsselstein      Buurtschappen: Achtersloot · Klaphek · Knollemanshoek (deels)

Woonwijken: Centrum · Noord · West · Zuid

Woonbuurten: Binnenstad · Nieuwpoort · Groenvliet · Kasteelkwartier · Europakwartier · Oranjekwartier · IJsselveld-Oost · IJsselveld-West · IJsseloevers · Hazenveld en Overwaard · Panoven · De Hoven en De Boomgaard · De Tuinen · Het Hart · De Wereldsteden · De Rivieren · Het Staatse · Benschopperpoort en Het Podium · Achterveld-Zuid · Achterveld-West · Achterveld-Noord · Achterveld-Oost · Eiterse Waard · Landelijk gebied Noord · Landelijk gebied Zuid

Overige buurten: Rijpickerwaard · Paardenveld · Over Oudland · Industrieterrein Lage Dijk · Bedrijventerrein De Corridor
Utrecht · Plaatsen in de provincie      Nederland · Provincies · Gemeenten